# Asparagus plocamoides
Asparagus plocamoides är en sparrisväxtart som beskrevs av Philip Barker Webb och Eric R.Svensson Sventenius. Asparagus plocamoides ingår i släktet sparrisar, och familjen sparrisväxter. IUCN kategoriserar arten globalt som sårbar.
Artens utbredningsområde är Kanarieöarna. Inga underarter finns listade i Catalogue of Life.

## Bildgalleri

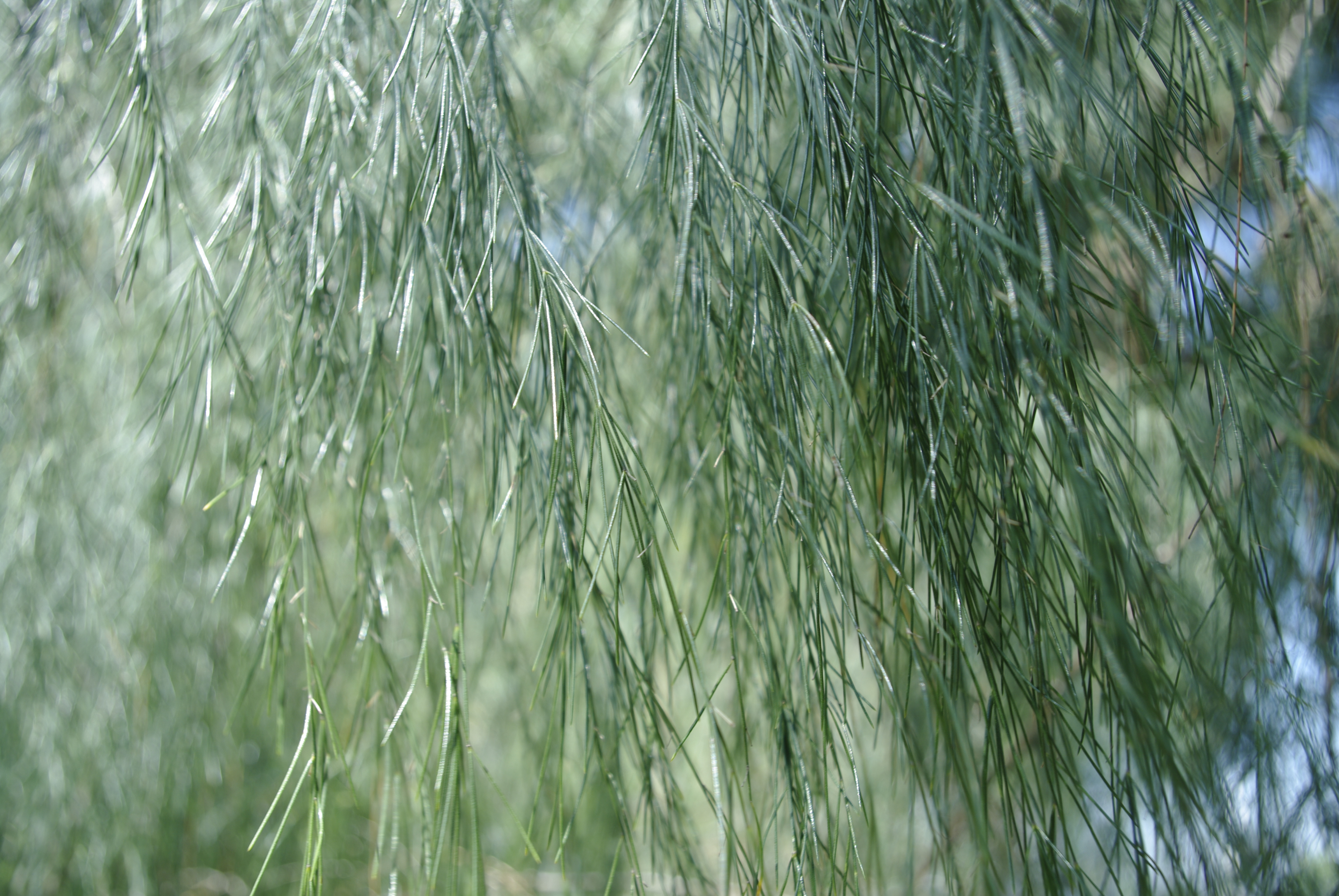
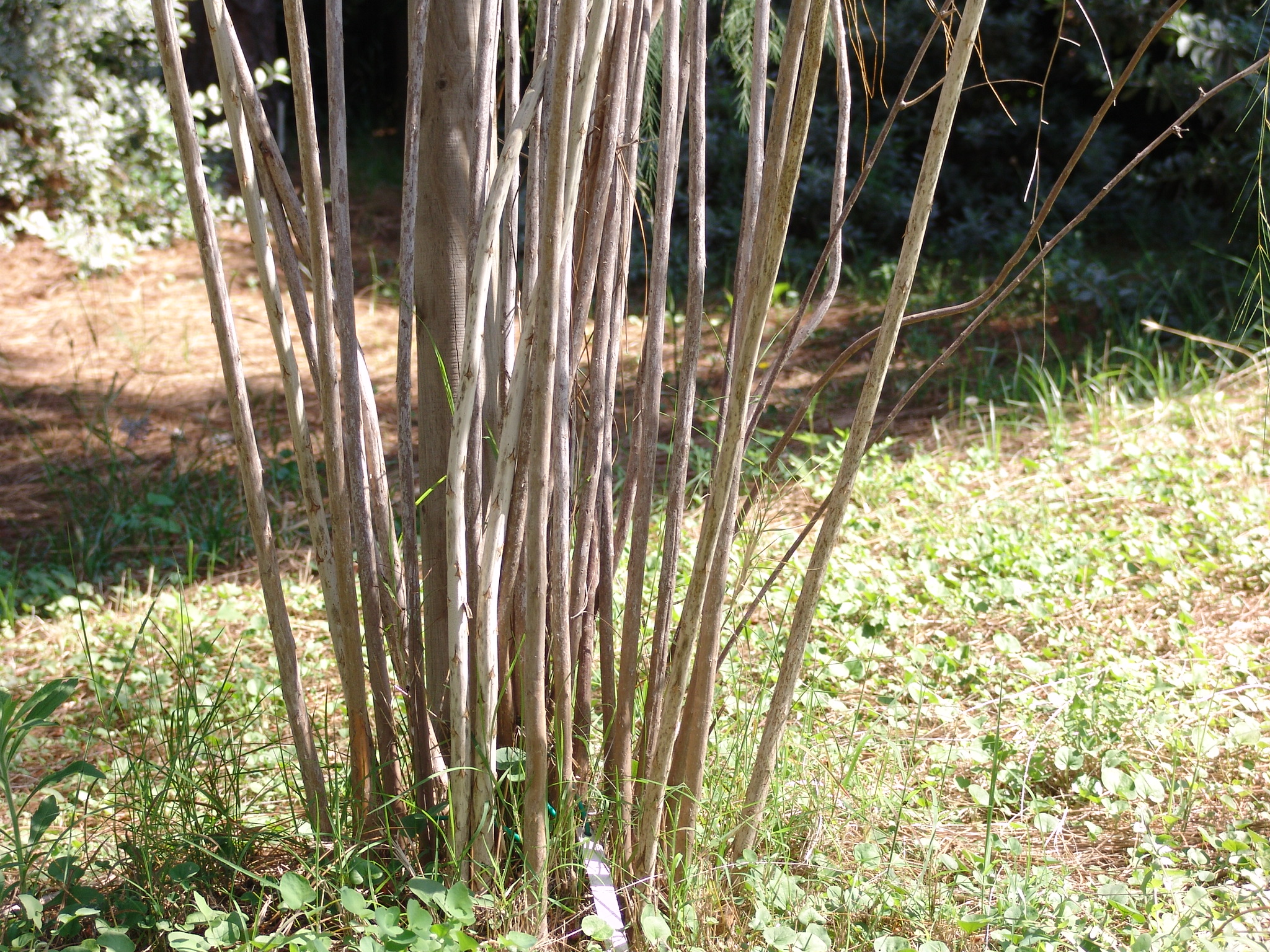
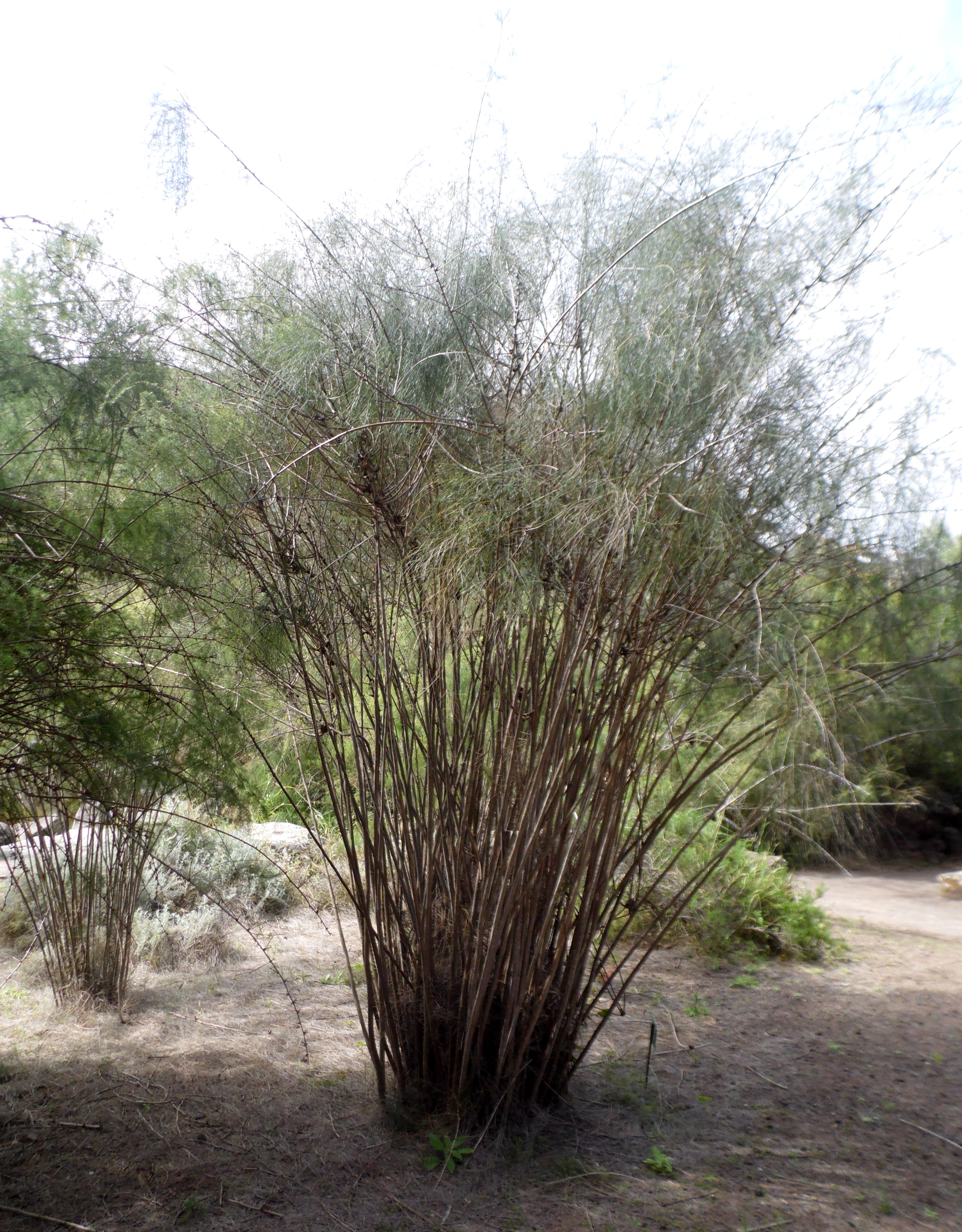